# Alexander Babraj
Alexander Babraj (7. února 1948 Opava – 21. června 2007 Ostrava) byl český scénograf, výtvarník a šéf výpravy Národního divadla moravskoslezského.

## Život
Vystudoval Střední uměleckoprůmyslovou školu v Uherském Hradišti. Po maturitě pracoval mj. v uherskohradišťském a českotěšínském divadle. Od roku 1975 až do své smrti pracoval ve Státním divadle v Ostravě. Jako výtvarník se podílel na stovkách titulů všech žánrů – baletních, operních, operetních, činoherních a muzikálových děl. Posledních sedmnáct let byl v NDM šéfem výpravy. Mimo to pracoval jako výtvarník a scénograf pro další česká i zahraniční divadla, angažoval se také ve filmové a televizní tvorbě. Byl např. autorem scény a kostýmů pro muzikály na ledě Mrazík a Romeo a Julie. Jako výtvarník se věnoval především malbě a grafice. Jeho díla byla vystavena v mnoha zemích světa a získala několik prestižních cen.